# Iberideae
Iberideae, pleme (tribus) koji uključuje primarno europski Iberis L. (27 spp.) i Teesdalia (3 spp.). Samo Warwick et al. (2010) uključili su Teesdalia u svoje studije i pokazali da čini sestrinsku kladu Iberisu i tako smjestili oba roda u pleme Iberideae. U Hendriks et al. (2022.) uzorkovane su dvije vrste roda Teesdalia i jedna roda Iberis, a rezultati su pokazali da su u dalekom srodstvu. predlaže se da bi trebalo napraviti bolje uzorkovanje Iberisa kako bi se provjerilo mogu li se ta dva roda održati u jednom plemenu ili ne.